# Квант
Квант (від лат. quantus — скільки) (англ. quantum, нім. das Quant) — елементарна дискретна неподільна частка певної фізичної величини. Загальна назва певних порцій променистої енергії, моменту кількості руху та інших величин, якими характеризують фізичні властивості мікросистем.
У фізиці квантом (множина: кванти) є якнайменша кількість будь-якого фізичного утворення, що бере участь у взаємодії. Основоположне судження про те, що фізична властивість може бути "квантована", називається "гіпотезою квантування". Це означає, що величина фізичної властивості може набувати лише дискретні значення, котрі складаються з цілих кратних одного кванту. Наприклад, фотон це єдиний квант світла (або будь-якої іншої форми електромагнітного випромінення). Так само, енергія електрона, пов'язаного в атомі, квантована і може існувати лише в певних дискретних значеннях. (Дійсно, атоми і матерія взагалі стабільні, оскільки електрони можуть існувати лише на дискретних енергетичних рівнях в атомі.) Квантування є однією з основ значно ширшої фізики квантової механіки. Квантування енергії та її вплив на взаємодію енергії та речовини (квантова електродинаміка) є частиною фундаментальної основи для тлумачення природи.

## Загальний опис
Термін вживається здебільшого щодо величин, які вважаються в класичній фізиці безперервними, такими, які можуть мати довільно малі значення.
Наприклад, квант енергії, квант поля, квант світла, квант магнітного потоку, квант провідності.
Термін квант був запроваджений на початку XX століття для пояснення випромінювання й поглинання світла речовиною (див. абсолютно чорне тіло та фотоефект). Всупереч класичній фізиці ці явища вдалося пояснити лише припустивши, що енергія світла випромінюється й поглинається невеличкими порціями, пропорційними його частоті. Ці ідеї означали зародження нової галузі фізики, яку назвали квантовою механікою.
Згодом квантами стали називати також елементарні частинки, які є носіями того чи іншого типу взаємодії. Наприклад, фотон — це квант електромагнітного поля, гравітон — це квант гравітації.
Квант енергії — доза енергії, яку може поглинати або випромінювати мікросистема, переходячи з одного стану в інший. Квант енергії пропорційний частоті фотона, який поглинається або випромінюється системою: {\displaystyle \epsilon =h\nu }. Квант — найменша частинка у всесвіті.

## Інше
Квантом дії називають сталу Планка h, яка вимірюється в Дж•с, що є розмірністю дії.
Деякі кванти:
- Бозон Хіггса
- Фонон
- Глюон
- Протоній
- Нейтроній
- Позитроній